# Batillus
Le Batillus était un supertanker géant, de type Ultra Large Crude Carrier (ULCC), construit de 1975 à 1976 aux Chantiers de l'Atlantique à Saint-Nazaire pour la Société Maritime Shell (une filiale en France du groupe Shell). À son lancement avec ses 553 662 tonnes de port en lourd (tpl), il était le plus grand pétrolier au monde, avec ses trois sister-ships : le Bellamya (également aux couleurs Shell), le Prairial, et finalement le Pierre Guillaumat (ces deux bateaux étant aux couleurs Elf). Ce dernier (le Pierre Guillaumat), avec environ 1 400 tpl de plus, a été de 1977 à 1981 le plus grand navire ayant jamais été construit et ayant jamais navigué. Un seul pétrolier a surpassé le Pierre Guillaumat, ce à compter de 1981 : le Knock Nevis, mais qui avait été agrandi après sa construction (jumboïsation).
Le premier commandant du Batillus a été Roger Priser. Alfred Smith fut le dernier commandant du Batillus.
Le Batillus a interrompu son service le 22 août 1983 puis a été démantelé le 22 décembre 1985 à Kaohsiung (Taïwan).

## Caractéristiques
- Longueur : 412,2 m
- Largeur : 63 m
- Tirant d'eau été : 28,60 m
- Tirant d'eau hiver : 28,006 m
- Tirant d'eau tropical : 29,196 m
- Tirant d'eau eau douce : 29,277 m
- Tirant d'eau tropical eau douce : 29,872 m
- Masse à vide : 77 300 tonnes
- Citerne de ballastage : 58 013 m3
- Capacité : 553 662 tonnes de pétrole
- Port en lourd (été) : 553 662 tonnes[4]
- Déplacement en charge (été) : 630 962 tonnes
- Déplacement en charge (hiver) : 617 088 tonnes
- Déplacement en charge (tropical) : 644 860 tonnes
- Profondeur des citernes : 35,90 m
- Hauteur passerelle-quille : 54 m
- Hauteur max du navire : 74,5 m
- Épaisseur de la coque : Fond : 27,5 mm - Muraille : 25 mm - Pont : 25,5 mm
- Masse d'une ancre : 28,5 tonnes
- Nombre d'hélices : 2 (supra-divergentes en cupro-aluminium, 5 pales)
- Diamètre d'une hélice : 8,5 m
- Masse d'une hélice : 50,9 tonnes
- Affleurement de l'hélice au tirant d'eau : 11,05 m
- Gouvernail : 2 (type semi-suspendu)
- Masse d'un gouvernail : 140 tonnes
- Poids de la mèche de gouvernail : 60 tonnes

## Propulsion
- Deux groupes turbo réducteurs de 32 500 ch à 86 tr/min à pleine puissance
- Vitesse en charge : 16,7 nœuds (soit environ 29,5 km/h[3])
- Vitesse à lège : 19 nœuds théoriques mais filait régulièrement à 22 noeuds selon le commandant Alfred Smith.